# Bahnhof Traunstein
Der Bahnhof Traunstein ist der einzige Bahnhof der großen Kreisstadt Traunstein. Er besitzt vier Fernbahngleise und zwei Stumpfgleise. Der Bahnhof ist ein Bahnknotenpunkt und liegt an den Bahnstrecken Rosenheim–Salzburg, Traunstein–Ruhpolding und Traunstein–Garching.

## Lage
Der Bahnhof befindet sich im Zentrum der Stadt Traunstein. Südöstlich wird der Bahnhof durch den Bahnhofplatz begrenzt, an dem das Bahnhofsgebäude liegt. Das Empfangsgebäude besitzt die Adresse Bahnhofplatz 5. Nördlich unterquert die Wasserburgerstraße die Bahnanlagen. Nordöstlich des Bahngeländes verläuft die Güterhallenstraße.

## Geschichte
Die Königlich Bayerischen Staatseisenbahnen eröffneten den Bahnhof Traunstein am 7. Mai 1860 als provisorischen Endbahnhof der Bahnstrecke Rosenheim–Traunstein. Am 1. August 1860 wurde der Bahnhof zum Durchgangsbahnhof, die Bahnstrecke nach Salzburg wurde fertiggestellt. Der Bahnhof hatte den Status einer Bahn- und Postverwaltung inne. Das dreigeschossige Empfangsgebäude entstand aus Backstein, zur Straßenseite sowie links und rechts hatte das Gebäude eingeschossige Anbauten. Innerhalb des Gebäudes waren Wohnungen für Bahnbedienstete, Büros, Wartesäle und Fahrkartenschalter untergebracht.
In der Folgezeit entwickelte sich Traunstein zu einem Eisenbahnknoten. Am 31. August 1891 wurde die Bahnstrecke Traunstein–Traunreut eröffnet. Vier Jahre später, ging am 17. August 1895 die Strecke Traunstein–Ruhpolding in Betrieb. 1899 wurde eine Fußgängerbrücke, welche schon 1927 für einen Personentunnel weichen musste, über die Gleisanlagen errichtet. Am 1. Dezember 1902 wurde die Lokalbahn Traunstein–Waging eröffnet. Im Jahr 1928 wurde die Bahnstrecke Rosenheim–Salzburg elektrifiziert. Dies hatte zur Folge, dass die Bahnmeisterei um eine Fahrleitungsmeisterei erweitert wurde.
Am 18. und 25. April 1945 wurde ein Großteil der Bahnanlagen bei Luftangriffen stark beschädigt. Das Empfangsgebäude konnte nicht wieder aufgebaut werden, der Fahrkartenschalter und die anderen Einrichtungen wurden in Holzbaracken neu eingerichtet. Zwischen 1953 und 1954 eröffneten die Deutsche Bundesbahn und der Freistaat Bayern ein neues Gebäude. In diesem waren unter anderem Fahrkartenschalter, eine Buchhandlung und weitere Betriebsräume untergebracht. Die Kosten für das neue Gebäude beliefen sich auf 740.000 DM.
1997 wurde das Empfangsgebäude renoviert, heute befinden sich in dem Gebäude unter anderem eine Bankfiliale und ein Reisezentrum. Mangels Rentabilität gab die Deutsche Bahn noch im selben Jahr die Güterverladung auf. 2016 wurde der Bahnhof barrierefrei ausgebaut.

## Infrastruktur

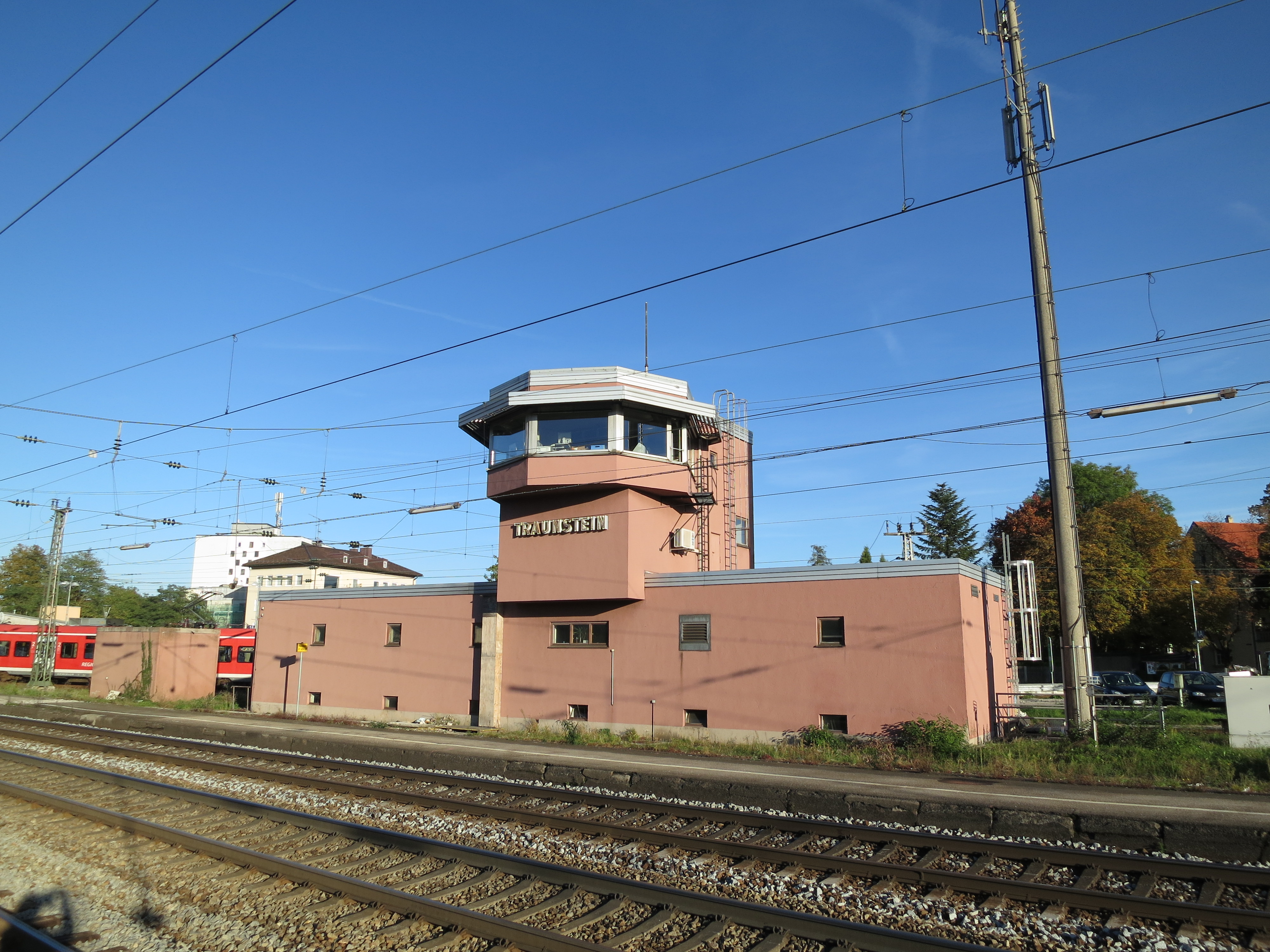
Spurplanstellwerk im Westen des Bahnhofs

### Stellwerke
Anfangs stellten Weichenwärter Weichen und Signale von Hand. Um 1900 wurden erste mechanische Stellwerksanlagen eingerichtet. Diese wurden im Juli 1969 durch ein Spurplanstellwerk des Typs Sp Dr S60 ersetzt. Der Bahnhof Übersee wird von diesem Stellwerk aus ferngesteuert.

### Bahnsteige und Gleisanlagen
1877 verfügte der Bahnhof über zwei Bahnsteiggleise. Zusätzlich waren für den Güterverkehr zwei weitere Gleise und mehrere Stumpfgleise vorhanden. An diesen lagen auch Güterschuppen, Laderampe und Ladestraße. In der Folgezeit wurden die Gleisanlagen des Bahnhofes wegen der Inbetriebnahme weiterer Strecken und des zweigleisigen Ausbaus der Bahnstrecke Rosenheim–Salzburg mehrmals umgebaut. Unter anderem entstand mit der Eröffnung der Bahnstrecke nach Ruhpolding das Gleis 1a. 1940 gab es sechs Bahnsteiggleise und umfangreiche Gleisanlagen zum Abstellen von Zügen und für den Güterverkehr. An diesen Gleisen befanden sich der Lokschuppen, der Güterschuppen, sowie Laderampe und Ladestraße.
Der Gleis- und Bahnsteigbereich wurde 2016 erheblich umgebaut. So wurden alle Gleise ab Gleis 1b und südöstlich davon rückgebaut. Ebenfalls wurden der ehemalige Lokschuppen und die Gebäude der Bahnmeisterei entfernt. Der Bahnsteig am Gleis 2 existiert nun ebenfalls nicht mehr. Alle haltenden Personenzüge Richtung Salzburg fahren nun auf Gleis 1 ein. Gleis 2 wird nun ausschließlich als Durchfahrts- und Überholgleis verwendet. Im Zuge dieser Umbaumaßnahmen wurde die Bahnsteighöhe am Gleis 1 auf 76 cm erhöht. Die Erhöhung ist ein paar Jahre früher im Bereich der Gleise 3, 4 und 5 geschehen. Anstelle der Gleise und Gebäude im südöstlichen Bahnhofsbereich ist nun ein Parkplatz. Die Bahnsteige an den Gleisen 1 und 3 wurden für den Fernverkehr mit einer Höhe von 76 Zentimetern errichtet. Alle anderen Bahnsteige haben eine Höhe von 55 Zentimetern. Diese werden hauptsächlich von Nahverkehrszügen genutzt.

## Verkehr

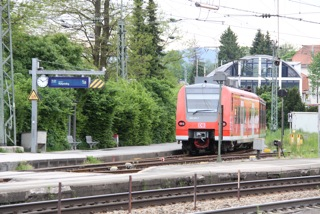
Triebzug der Baureihe 425 auf Gleis 1a in Richtung Ruhpolding

Der Bahnhof befindet sich zwischen den größeren Bahnhöfen Rosenheim und Salzburg und ist Intercity-Systemhalt. Er dient seit dem Bau der Nebenstrecken nach Waging, Ruhpolding und Trostberg als Verteilerstation.
Der Bahnhof Traunstein wird im Fernverkehr von Intercity- und Eurocity-Zügen im Verkehr mit Österreich bedient. Die Eurocity-Linien 62 und 32 stellen zusammen einen Zweistundentakt her. Auf der Linie 62 verkehrt ein Zugpaar von München nach Klagenfurt, zwei Zugpaare fahren von Frankfurt am Main nach Klagenfurt, ein weiteres von Frankfurt nach Graz, eines von Frankfurt nach Linz und ein Zugpaar von Saarbrücken nach Graz. Das eine Zugpaar der Linie 32 verkehrt von Münster oder Dortmund nach Klagenfurt und trägt den Namen Wörthersee. Mit einem Zugpaar pro Tag hält außerdem die Linie 26 zwischen Hamburg-Altona und Berchtesgaden, die unter dem Namen Königssee verkehrt, und die Linie 60 zwischen Karlsruhe und Salzburg.
Die ÖBB-Railjet-Züge von München über Wien nach Budapest durchfahren den Bahnhof im Zweistundentakt ohne Halt. Außerdem halten hier die ÖBB-Korridorzüge zwischen Salzburg und Kufstein über die Rosenheimer Kurve nicht.
| Liniennummer | Streckenverlauf | Streckenverlauf | Taktfrequenz                                 |
| ------------ | --- | --- | -------------------------------------------- |
| IC 26        | Königssee: Hamburg-Altona – Hamburg – Hannover – Göttingen – Kassel-Wilhelmshöhe – Würzburg – Augsburg – München Ost – Traunstein – Berchtesgaden                                              | Königssee: Hamburg-Altona – Hamburg – Hannover – Göttingen – Kassel-Wilhelmshöhe – Würzburg – Augsburg – München Ost – Traunstein – Berchtesgaden                                              | ein Zugpaar                                  |
| EC 32        | Wörthersee: (Münster (Westf) –) Dortmund – Essen – Düsseldorf – Köln – Koblenz – Frankfurt – Mannheim – Heidelberg – Stuttgart – Ulm – Augsburg – München – Traunstein – Salzburg – Klagenfurt | Wörthersee: (Münster (Westf) –) Dortmund – Essen – Düsseldorf – Köln – Koblenz – Frankfurt – Mannheim – Heidelberg – Stuttgart – Ulm – Augsburg – München – Traunstein – Salzburg – Klagenfurt | ein Zugpaar                                  |
| IC 60        | Karlsruhe – Stuttgart – Ulm – Augsburg – München – Traunstein – Salzburg | Karlsruhe – Stuttgart – Ulm – Augsburg – München – Traunstein – Salzburg | einzelne Züge                                |
| ICE/RJ/EC 62 | Frankfurt – Heidelberg – | Stuttgart – Ulm – Augsburg – München – Traunstein – Salzburg (– Klagenfurt / Graz / Linz) | Zweistundentakt                              |
| ICE/RJ/EC 62 | Saarbrücken – Mannheim – | Stuttgart – Ulm – Augsburg – München – Traunstein – Salzburg (– Klagenfurt / Graz / Linz) | Zweistundentakt                              |
| RB 47/49     | Mühldorf (Oberbay) – Garching (Alz) – Trostberg – Hörpolding – Traunstein | Mühldorf (Oberbay) – Garching (Alz) – Trostberg – Hörpolding – Traunstein | Zweistundentakt                              |
| RB 49        | Traunstein – Hörpolding – Traunreut | Traunstein – Hörpolding – Traunreut | Stundentakt                                  |
| RB 53        | Traunstein – Ruhpolding | Traunstein – Ruhpolding | Stundentakt                                  |
| RB 59        | Traunstein – Waging | Traunstein – Waging | Stundentakt (Mo–Fr) Zweistundentakt (Sa, So) |
| RE 5         | München – Rosenheim – Prien a Chiemsee – Traunstein – Freilassing – Salzburg | München – Rosenheim – Prien a Chiemsee – Traunstein – Freilassing – Salzburg | Stundentakt                                  |
| RE 5         | München – Rosenheim – Prien a Chiemsee – Traunstein | München – Rosenheim – Prien a Chiemsee – Traunstein | vier Zugpaare                                |